# Žabnjak
Žabnjak is een plaats in de gemeente Preseka in de Kroatische provincie Zagreb. De plaats telt 93 inwoners (2001).